# Arniquet
Arniquet, in creolo haitiano Anikè, è un comune di Haiti facente parte dell'arrondissement di Port-Salut nel dipartimento del Sud.